# Robert Węgrzyn
Robert Węgrzyn (ur. 15 września 1968 w Kędzierzynie-Koźlu) – polski polityk, przedsiębiorca i samorządowiec, poseł na Sejm VI kadencji.

## Życiorys
Ukończył średnie studium zawodowe. Później uzyskał tytuł magistra na Wydziale Stosunków Międzynarodowych Uniwersytetu Jagiellońskiego. W latach 90. prowadził własną działalność gospodarczą. Później podjął pracę w prywatnych firmach, będąc m.in. dyrektorem handlowym w koncernie budowlanym. Przystąpił do Platformy Obywatelskiej. W wyborach parlamentarnych w 2005 bezskutecznie ubiegał się o mandat poselski. W 2006 kandydował na stanowisko prezydenta Kędzierzyna-Koźla, przegrywając w drugiej turze z ubiegającym się o reelekcję Wiesławem Fąfarą z SLD. W tym samym roku został radnym miasta Kędzierzyn-Koźle, w 2007 przez kilka miesięcy zajmował stanowisko przewodniczącego rady.
W wyborach parlamentarnych w 2007 uzyskał mandat poselski jako kandydat z listy PO. Startując w okręgu opolskim, otrzymał 10 132 głosy. Jako poseł zasiadł w sejmowej Komisji Sprawiedliwości i Praw Człowieka. 13 grudnia 2009 został także członkiem komisji śledczej do zbadania sprawy zarzutu nielegalnego wywierania wpływu na funkcjonariuszy policji, służb specjalnych, prokuratorów i osoby pełniące funkcje w organach wymiaru sprawiedliwości.
Przewodniczył PO w powiecie kędzierzyńsko-kozielskim, zasiadał we władzach krajowych partii. W marcu 2011 regionalny sąd koleżeński PO pozbawił Roberta Węgrzyna z członkostwa w partii po jego publicznej wypowiedzi na temat osób homoseksualnych: Z gejami to dajmy sobie spokój, ale z lesbijkami, to chętnie bym popatrzył (...). Wypowiedź miała być cytatem z prywatnej wypowiedzi Andrzeja Czumy o charakterze żartobliwym. Robert Węgrzyn odwołał się od tej decyzji do krajowego sądu koleżeńskiego, który w maju tego samego roku podtrzymał decyzję o wykluczeniu go z PO. Poseł wystąpił następnie z klubu parlamentarnego tej partii, zrezygnował także z członkostwa w komisji śledczej (został odwołany z jej składu 9 czerwca 2011). W 2011 jako niezależny bez powodzenia ubiegał się o mandat senatora. W 2014 powołał komitet Razem z Robertem Węgrzynem w wyborach do rady Kędzierzyna-Koźla i został zarejestrowany jako jego kandydat na prezydenta miasta. Wycofał jednak swoją kandydaturę z powodu choroby. Otwierał natomiast listę komitetu Gospodarne Opolskie w wyborach do sejmiku opolskiego, jednak komitet ten nie uzyskał mandatów.
W 2018 i 2024 z ramienia Koalicji Obywatelskiej uzyskiwał mandat radnego województwa. W styczniu 2019 ponownie został przyjęty do PO. W tym samym roku z jej rekomendacji ubiegał się ponownie o mandat poselski. W marcu 2021 został pełniącym obowiązki sekretarza regionu opolskiego Platformy Obywatelskiej. W listopadzie tegoż roku rada regionalna PO wybrała go na sekretarza regionu oraz na członka rady krajowej.
W maju 2024 objął funkcję członka zarządu województwa opolskiego VII kadencji. Pozostał na tym stanowisku w czerwcu tego samego roku, gdy nowym marszałkiem został Szymon Ogłaza.

## Życie prywatne
Żonaty, ma dwoje dzieci.